# Armin Sabol

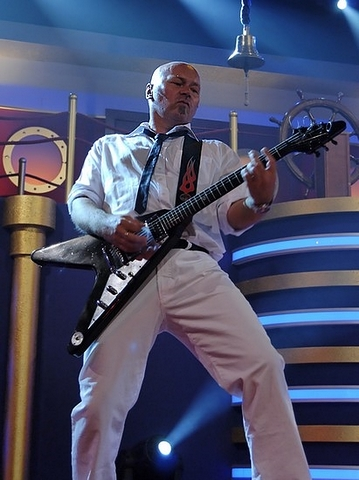
Armin Sabol

Armin Sabol (* 5. Juni 1960 in Stuttgart) ist ein in Deutschland lebender deutsch-kroatischer Gitarrist, Musikproduzent und Songwriter.

## Karriere
Sabol gründete 1977 im Alter von 16 Jahren die Hard-Rock-Band Shiva. Zwei Jahre später waren sie als Vorgruppe von Colosseum  II, Nina Hagen und Whitesnake auf Tournee. Da sich kein kommerzieller Erfolg einstellte, löste sich die Band 1980 auf.
1981 begann Sabol die Zusammenarbeit mit Peter Schilling. An dessen erstem Album wirkte er als Produzent, Mitkomponist und Gitarrist. Die von ihm co-produzierte Single Major Tom erreichte 1983 Platz eins der deutschen Single-Charts sowie Platz 14 in den amerikanischen Billboard Hot 100. Auch weitere Singles wie zum Beispiel Die Wüste lebt, Terra Titanic und Hitze der Nacht konnten sich in den Charts platzieren. Insgesamt wurden von den mit Schilling in den Jahren 1982 bis 1984 gemeinsam produzierten Alben Fehler im System (englischsprachige Ausgabe: Error in the System) und 120 Grad (englischsprachige Ausgabe: Things to Come) sowie allen Single-Auskopplungen daraus weltweit ca. acht Millionen Tonträger verkauft und in den Ländern Deutschland, Österreich und Kanada mit insgesamt vier goldenen Schallplatten ausgezeichnet.
Sabol produzierte als Nächstes Bands wie Rage, Sinner und Pyracanda. Weiterhin arbeitete er als Studiomusiker an Stücken von Hazel O’Connor, Mick Jackson und Eric Burdon. In den 1990er Jahren arbeitete er mit der Hip-Hop-Band Die Fantastischen Vier zusammen, als Gitarrist auf 4 gewinnt und Die 4. Dimension sowie als Co-Autor des Titels Genug ist genug. Ausgedehnte Hard-Rock-Soli Sabols prägten 2007 den mittlerweile zum Live Repertoire der Fanta 4 gehörenden Schweinerock Mix der Single Ernten was wir säen. Neben der Mitwirkung von Singles von Camouflage (Thieves) und Thomas D (Get on Board (Remix)) komponiert und produziert er seit Mitte der Neunziger regelmäßig Instrumentalmusik zur Verwertung in Fernsehen, Film oder Trailer für den weltweit agierenden Productionmusic Verlage Sonoton, Intervox und UBM Music.
2002 erschien sein erstes Solo-Album Wah,Wah,Wah, 2007 Goddess SHIVA sowie 2009 die EP Shredding the Blues mit seinem Bluesrock Trio „Armin Sabol & Red Hot“. Sabol betreibt in Lehrensteinsfeld ein eigenes Musikstudio und trat zwischen 2005 und 2020 mit der Partyband Die Lollies (Wahnsinn – Hölle, Hölle) auf. In der ZDF-Sendung Vier sind das Volk, eine Polit-Impro-Show mit Wigald Boning als Moderator (Originalformat If I Ruled the World), wird in allen vier gesendeten Folgen des Jahres 2014 Sabols Comedy-Version der deutschen Nationalhymne (erschienen auf Sonoton) ganz oder in Teilen als Titelmusik und im Abspann verwendet.
2020 führte Armin Sabol erstmals seine Guitarmania Show live auf, bei der die Geschichte der E-Gitarre von Anfang an bis jetzt musikalisch nacherzählt wird. 2021 veröffentlichte er als Solo-Künstler die Vorab-Singles „Got Her In A Bag“ und „Going Down“ aus seinem Album „Back in Blue“, erschienen am 1. April 2022. Im Herbst 2022 erschien das Album „Ready to Roll – Live at Schorndorfer Gitarrentage“. Neben diversen Auftritten mit seiner Band in Deutschland erfolgte im August 2023 sein erster internationaler Auftritt als Solokünstler beim „Blues in the Garden“ Festival in Dărmănești (Rumänien).

## Diskografie

### Mit Peter Schilling
- 1982: Fehler im System (Album)
- 1982 Major Tom (Völlig losgelöst) (Single)
- 1983 Die Wüste lebt (Single)
- 1983 Fehler im System (Single)
- 1984: 120 Grad (Album)
- 1984 Terra Titanic (Single)
- 1984 Hitze der Nacht (Single)
- 1984 Error in the System (Album)
- 1984 Major Tom (Single, englisch)
- 1984 Things to Come (Album, englisch)

### Mit Rage
- 1988: Perfect Man
- 1990: Secrets in a Weird World
- 1990: Reflections of a Shadow
- 1991: Extended Power

### Mit Pyracanda
- 1990: Two Sides of a Coin

### Mit Sinner
- 1992: No more alibis

### Mit den Fantastischen Vier
- 1992: 4 gewinnt
- 1993: 4.Dimension
- 2007 „Ernten was wir säen (Schweinerock Mix)“ (Maxi)

### Mit Thomas D.
2008 „Get on Board“ (Remix/Maxi)

### Mit Hazel O’Connor
- 1993: To be Freed

### Mit F.B.I
- 1993: Hell on Wheels (EP)

### Mit Pommfritz
- 1993: Aus em wilda Süda
- 1994: Oxatour
- 2001: Live(ig)

### Mit den Lollies
- 2006: Lollywood
- 2007: Lollies Live Hits – Tour 2007
- 2009: Mittendrin

### Mit Goddess Shiva
- 2007: Sabol Sinner Schmidt

### Solo
- 2002: Wah, Wah, Wah
- 2009: Shredding the Blues (EP)
- 2013 Rock the Classix
- 2021 Got Her in a Bag (Single)
- 2021 Going Down (Single)
- 2022 Back in Blue (Album)
- 2022 Ready to Roll – Live at Gitarrentage Schorndorf (Album)